# Ľudmila Pajdušáková
Ľudmila Pajdušáková (29 de junio de 1916, Radošovce – † 5 de octubre de 1979, Vyšné Hágy) fue una astrónoma y física eslovaca.

## Biografía
Estudió en una escuela primaria en Kláštor pod Znievom, posteriormente, en los años 1935-1936 en una escuela privada se diplomó como maestra de secundaria. Ejerció como maestra y se dedicó a la enseñanza en Vinosady (1936-1937), en Slepčany (1937-1939), en Štiavnik (1939-1940), en Brvnište (1940-1942) y en Trenčianska Teplá (1942-1944). Fue a partir del 1 de julio de 1944 cuando comenzó a trabajar en el observatorio Skalnaté Pleso. Estudió astronomía en la Facultad de Ciencias Naturales de la Universidad Comenius de Bratislava. En lo siguiente, Pajdušáková se dedicó sistemáticamente a la observación de meteoros, en especial, de lluvia de meteoros. En el año de 1946 hizo una recopilación de fotografías con más de 11,000 meteoros por cada 10,000 imágenes –un promedio de exposición de 1 meteoro cada 30 horas- siendo esta, durante el período de la posguerra, la más numerosa después de la Universidad de Harvard. En este campo de la observación astronómica, sus logros más notables fueron los descubrimientos de cometas. A continuación, aparecen fecha de descubrimiento y designación internacional de los cometas descubiertos por L. Pajdušáková:
- 30 de mayo de 1946 ... 1946 d ... 1946 II Pajdušáková–Rotbart–Weber
- 13 de marzo de 1948 ... 1948 d ... 1948 V Pajdušáková–Mrkos
- 6 de diciembre de 1948 ... 1948 n ... 1948 XII P/Honda–Mrkos–Pajdušáková
- 4 de febrero de 1951 ... 1951 a ... 1951 II Pajdušáková
- 3 de diciembre de 1953 ... 1953 h ... 1954 II Pajdušáková

De esta manera, Ľ. Pajdušáková contribuyó en la observación y descubrimiento de asteroides. Y desde 1958, al ser nombrada directora del Instituto Astronómico de la Academia de Ciencias Eslovaca, se dedicó al estudio de la atmósfera solar, observando la periodicidad y la variabilidad en la actividad solar. Publicó 20 artículos científicos originales, docenas de artículos profesionales y más de 100 obras de divulgación científica. En los años 1961-1963 fue miembro del Consejo Mundial de la Paz y durante 1962-1974 presidenta de la Academia de Ciencias Eslovaca. En 1967 fue presidenta de la Unión Astronómica Internacional. En muchas fuentes consultadas por Internet, aparece como fecha de fallecimiento el 6 de octubre de 1979, y sin embargo, en el acta de defunción aparece que murió el 6 de octubre de 1979 en Vyšné Hágy.
Por el centenario de su nacimiento el 29 de junio de 2016 se develó una placa conmemorativa en su pueblo natal Radošovce.
El asteroide (3636) Pajdušáková está nombrado en su honor.